# Johann Georg von Hahn
Johann Georg von Hahn (Frankfurt am Main, 1811. július 11. – Jéna, 1869. szeptember 23.) osztrák diplomata, filológus, albanológus. 1847-től janinai, 1851-től szíroszi osztrák konzul, 1869-ben pedig athéni főkonzullá nevezték ki. Diplomáciai szolgálatai helyén sokat utazgatott, Albániában néprajzi és nyelvi megfigyeléseket végzett. Alapvetőek albán helynévi vizsgálatai, és elsőként bizonyította, hogy az albán nyelv az indoeurópai nyelvcsalád tagja. Személyében az albanológia szaktudományának úttörőjét tisztelik.

## Főbb művei
- "Albanesische Studien I–III." Jena 1854, reprint Dion.Karavias, Athen 1981   web pdf
- Griechische und albanesische Märchen, Bd. 1–2, Leipzig 1864, München/Berlin 1918 (Download mint eBook); Frankfurt: Griechische Märchen / gesammelt und übersetzt von Johann Georg von Hahn, Greno-Verlag, Nördlingen 1987, Reihe Die Andere Bibliothek, ISBN 978-3-89190-227-1
- Reise von Belgrad nach Salonik, Wien 1861 (Digitalisat, 2. kiadás 1868-ból a Leibniz Kelet- és Délkelet-európai Tanulmányok Intézetének leltárából)
- Reise durch die Gebiete von Drin und Wardar, Wien 1867 (Digitalisat 1. kötet a Leibniz Kelet- és Délkelet-európai Tanulmányok Intézetének leltárából)

## Kitüntetések
Pristinában egy utcát neveztek el róla (Rruga Johan V. Hahn).